# Општински рејон
Општински рејон (рус. муниципальный район) другостепена је општина у Русији и обухвата више градских и сеоских насеља, а некада и међунасељске територије. Ван њиховог састава налазе се градски окрузи.
По службеним подацима Росстата, на дан 1. јануар 2011. постојало је 1.824 општинска рејона на цјелокупној територији Русије..